# Pentidotea rotundata
Pentidotea rotundata är en kräftdjursart som beskrevs av Richardson 1909. Pentidotea rotundata ingår i släktet Pentidotea och familjen tånglöss. Inga underarter finns listade i Catalogue of Life.